# Edward Joy Morris
Edward Joy Morris (* 16. Juli 1815 in Philadelphia, Pennsylvania; † 31. Dezember 1881 ebenda) war ein US-amerikanischer Politiker und Diplomat. Zwischen 1843 und 1845 sowie nochmals von 1857 bis 1861 vertrat er den Bundesstaat Pennsylvania im US-Repräsentantenhaus.

## Leben
Edward Morris besuchte die öffentlichen Schulen seiner Heimat und studierte danach an der University of Pennsylvania in Philadelphia. Daran schloss sich bis 1836 ein Studium an der Harvard University an. Nach einem anschließenden Jurastudium und seiner 1842 erfolgten Zulassung als Rechtsanwalt begann er in Philadelphia in diesem Beruf zu arbeiten. Gleichzeitig schlug er als Mitglied der Whig Party eine politische Laufbahn ein. Zwischen 1841 und 1843 saß er als Abgeordneter im Repräsentantenhaus von Pennsylvania.
Bei den Kongresswahlen des Jahres 1842 wurde Morris im ersten Wahlbezirk von Pennsylvania in das US-Repräsentantenhaus in Washington, D.C. gewählt, wo er am 4. März 1843 die Nachfolge des Demokraten Charles Brown antrat. Da er im Jahr 1844 nicht bestätigt wurde, konnte er bis zum 3. März 1845 zunächst nur eine Legislaturperiode im Kongress absolvieren. Diese Zeit war von den Spannungen zwischen Präsident John Tyler und den Whigs geprägt. Außerdem wurde damals bereits über eine mögliche Annexion der seit 1836 von Mexiko unabhängigen Republik Texas diskutiert.
Zwischen 1850 und 1853 fungierte Edward Morris als amerikanischer Gesandter im Königreich beider Sizilien mit Sitz in Neapel. Danach war er Vorstandsmitglied beim Girard College in Philadelphia. Im Jahr 1856 wurde er erneut in das Repräsentantenhaus von Pennsylvania gewählt. Nach der Auflösung der Whigs wurde Morris Mitglied der Republikanischen Partei. Bei den Wahlen des Jahres 1856 wurde er im zweiten Distrikt seines Staates erneut in den Kongress gewählt, wo er am 4. März 1857 Job Roberts Tyson ablöste. Nach zwei Wiederwahlen konnte er bis zu seinem Rücktritt am 8. Juni 1861 im Kongress verblieben. Diese Zeit war bis April 1861 von den Ereignissen im Vorfeld des Bürgerkrieges und danach vom Krieg selbst bestimmt.
Zwischen Juni 1861 und Oktober 1870 war Edward Morris als amerikanischer Gesandter (Ministerresident) im Osmanischen Reich tätig.